# Allister
Allister — американський панк-рок гурт з міста Чикаго, Іллінойс. Гурт утворився у 1995 році та став одним з перших гуртів, що підписали контракт з Drive-Thru Records. Було видано 5 студійних альбомів — Dead Ends and Girlfriends (1999), Last Stop Suburbia (2002), Before the Blackout (2005), Countdown to Nowhere (2010), Life Behind Machines (2012). 6 березня 2007 року гурт оголосив, що вони мають намір зробити «перерву». У 2010 році Allister знову об'єднались після трьох річної перерви.

## Історія гурту
Allister утворився у місті Чикаго, Іллінойс у 1995 році, з початковою назвою Phineas Gage, учнями середньої школи (James B. Conant H.S.) однокласниками Tim Rogner (вокал, ударні) та John «Johnny» Hamada (гітара, вокал), та Eric «Skippy» Mueller (бас-гітара), який приєднався у 1996 році. Цього ж року вони змінили назву на Allister, віддаючи належне Alasdair Gillis з канадського ТБ-шоу You Can't Do That on Television. Після чого вони записали коротку демо-касету, Drive-Thru Records вирішили помістити її на дебютний реліз: 7 -дюймову вінілову платівку, що містила 4 пісні, під назвою You Can't Do that on Vinyl (1998). Ще до кінця року до Allister приєднався інший гітарист added another guitarist to the band, так Mueller виконував гітарні партії, в той час, як Scott Murphy виступав на бас-гітарі.

У 2012 році, Allister записали та видали свій п'ятий студійний альбом під назвою Life Behind Machines, з яким вирушили в турне Японією та вперше по Китаю.

## Склад гурту
- Tim Rogner — drums, percussion, lead and backing vocals (1995—2001); rhythm guitar, lead and backing vocals (2001—2007, 2010–present)
- Scott Murphy — bass guitar, lead and backing vocals (1998—2007, 2010–present)
- Kyle Lewis — lead guitar, backing vocals (2003—2007, 2010–present)
- Mike Leverence — drums, percussion (2003—2007, 2010–present)

Колишні учасники
- John Hamada — lead guitar, backing and lead vocals (1995—2001)
- Eric «Skippy» Mueller — bass guitar, backing vocals (1996—1998); rhythm guitar, backing vocals (1998—2001)
- Chris Rogner — lead guitar, backing vocals (2001—2003); rhythm guitar, lead and backing vocals (2007)
- David Rossi — drums, percussion (2001—2003)

## Дискографія

### Студійні альбоми
- Dead Ends and Girlfriends (1999)
- Last Stop Suburbia (2002)
- Before the Blackout (2005)
- Countdown to Nowhere (2010)
- Life Behind Machines (2012)

### Міні-альбоми
- 5 Song Demo Tape (1997)
- You Can't Do that on Vinyl (1998)
- Guilty Pleasures (2006)
- Second City Showdown (Split EP with Good 4 Nothing) (2010)
- You Still Can't Do That on Vinyl (2011, Little Heart Records)

### Треки, що не ввійшли до жодного альбому
- «My Little Needle» — виданий у A Tribute to Alkaline Trio  (2012)
- «We Close Our Eyes» — виданий як саундтрек до фільму Sleepover (2004)
- «Shima Uta» — виданий у японській версії Before the Blackout (2005)
- «Walking the Plank» — виданий у Hair: Chicago Punk Cuts (2006)

### Інше
- Пісні «Scratch» та «Flypaper» з Last Stop Suburbia були використані у Project Gotham Racing 2.

### Музичні відео
| Назва                  | Рік  |
| ---------------------- | ---- |
| Somewhere on Fullerton | 2002 |
| A Lotta Nerve          | 2005 |
| Run away               | 2010 |
| 5 years                | 2012 |

## Дивитись також
- Scott Murphy
- Scott & Rivers
- Drive-Thru Records